# Infestissumam
Infestissumam (latin: fientliga) är det andra studioalbumet av den svenska gruppen Ghost. Albumet släpptes den 10 april 2013. 
Den 20 december 2012 publicerades låtlistan över Ghosts andra album "Infestissumam", som släpptes under våren 2013.
Första singeln från albumet är Secular Haze som släpptes i samband  med en ritual under ett liveframträdande där de bytte ut Papa Emeritus I till Papa Emeritus II.

## Låtlista
| Nr           | Titel                 | Längd |
| ------------ | --------------------- | ----- |
| 1.           | Infestissumam         | 1:42  |
| 2.           | Per Aspera ad Inferi  | 4:09  |
| 3.           | Secular Haze          | 5:11  |
| 4.           | Jigolo Har Megiddo    | 3:59  |
| 5.           | Ghuleh / Zombie Queen | 7:29  |
| 6.           | Year Zero             | 5:50  |
| 7.           | Body and Blood        | 3:43  |
| 8.           | Idolatrine            | 4:24  |
| 9.           | Depth of Satan's Eyes | 5:26  |
| 10.          | Monstrance Clock      | 5:53  |
| Total längd: | Total längd:          | 47:46 |

| 11.          | La Manta Mori                                           | 5:14  |
| 12.          | I'm a Marionette (Abba cover)                           | 4:52  |
| 13.          | Secular Haze (Music video, digital deluxe edition only) | 5:19  |
| Total längd: | Total längd:                                            | 62:31 |

| 11. | La Manta Mori                              | 5:14 |
| 12. | I'm a Marionette (Abba cover)              | 4:52 |
| 13. | Waiting for the Night (Depeche Mode cover) |      |